# Толоконников, Сергей Николаевич
Сергей Николаевич Толоко́нников (14 июня 1885, Любим, Ярославская губерния — 1919, Украина) — поручик 274-го пехотного Изюмского полка. Герой Первой мировой войны.

## Биография
Сергей Николаевич Толоконников родился 14 июня 1885 года в городе Любиме Ярославской губернии.
Отец — статский советник Толоконников Николай Фёдорович, выходец из ярославских купцов 1-й гильдии, член Ярославского окружного суда по Мологскому уезду (1846—1908; умер, состоя на службе).
Мать — Толоконникова Александра Павловна (1854—1933), дочь московского купца, мануфактурщика и «миллионщика» Павла Михайловича Рябушинского и внучка о. Иоанна — Ивана Матвеевича Ястребова (1770—1853), бессменного настоятеля Покровского кафедрального собора на Рогожском кладбище — духовном центре Русской православной старообрядческой церкви.
С 1891 года жил вместе с родителями в городе Мологе Ярославской губернии. По окончании в 1910 году Киевского Императорского университета Св. Владимира был призван для отбытия обязательной воинской повинности. В том же году женился и по окончании службы поселился с женой в Харькове.
С 1914 по 1918 годы — в 274-м пехотном Изюмском полку действующей армии на австрийско-германском фронте Первой мировой войны. За проявленные воинскую доблесть и храбрость был награждён орденами Св. Владимира 4 степени с мечами и бантом и Св. Станислава 3 степени с мечами и бантом.
Высочайшим приказом от 4 августа 1916 года был пожалован орденом Св. Георгия 4 степени «за то, что в бою 10-го декабря 1914 года при селе Заршин, в чине прапорщика, высланный с полуротой 3-й роты 274-го Изюмского полка для обеспечения правого фланга 3-й и 1-й рот полка, отбил огнём три атаки австрийцев, под прикрытием огня отделения быстро бросился в находящийся напротив неприятельский окоп, захватил два пулемёта в тот момент, когда они открыли огонь по нашей цепи, и взял в плен одного офицера и 75 нижних чинов».
В начале 1917 года Сергею Толоконникову было присвоено звание поручика; он стал командиром роты.
После подписания в марте 1918 года Брестского мира и выхода России из войны 274-й Изюмский был расформирован. Демобилизованный Сергей Толоконников вернулся к семье в Харьков, работал землемером в одном из земельных комитетов. Погиб при невыясненных обстоятельствах в 1919 году на Украине. Дата гибели и место захоронения неизвестны.

## Семья
В 1910 году сочетался браком с мологской дворянкой Ксенией Васильевной Соболевой (1888—1947), брат которой — Владимир Васильевич Соболев — также был удостоен ордена Св. Георгия 4-й степени (1915; посмертно).
Сын — Толоконников Лев Сергеевич (1911, Харьков — 1976, Москва), советский военный разведчик, заместитель начальника ГРУ, начальник Военной академии Советской Армии, генерал-полковник.
По линии матери состоял в родстве с династией купцов-старообрядцев Рябушинских, а по линии жены — с дворянами Мусиными-Пушкиными и через танцовщиков Мариинского театра Улановых с великой русской балериной Галиной Сергеевной Улановой.
Старший брат Павел окончил Виленское пехотное юнкерское училище; погиб на германском фронте в 1918 году. Младший брат Виктор на германском фронте потерял здоровье.
Внук и правнуки Сергея Николаевича Толоконникова в настоящее время проживают в Москве.

## Награды
- Орден Святого Георгия 4-й степени.
- Орден Святого Владимира 4-й степени с мечами и бантом.
- Орден Святого Станислава 3-й степени с мечами и бантом.